# 피에르 부비에
피에르 부비에(Pierre Bouvier, 1979년 5월 9일 ~ )는 캐나다의 음악가로, 심플 플랜의 리드 가수로 활동하고 있다.